# Jais
Jais è una suddivisione dell'India, classificata come municipal board, di 24.366 abitanti, situata nel distretto di Raebareli, nello stato federato dell'Uttar Pradesh. In base al numero di abitanti la città rientra nella classe III (da 20.000 a 49.999 persone).

## Geografia fisica
La città è situata a 26° 15' 0 N e 81° 31' 60 E e ha un'altitudine di 100 m s.l.m..

## Società

### Evoluzione demografica
Al censimento del 2001 la popolazione di Jais assommava a 24.366 persone, delle quali 12.679 maschi e 11.687 femmine. I bambini di età inferiore o uguale ai sei anni assommavano a 4.149, dei quali 2.157 maschi e 1.992 femmine. Infine, coloro che erano in grado di saper almeno leggere e scrivere erano 10.151, dei quali 6.331 maschi e 3.820 femmine.